# Heliconius atthis
Heliconius atthis là một loài bướm trong chi Heliconius.

## Hình ảnh

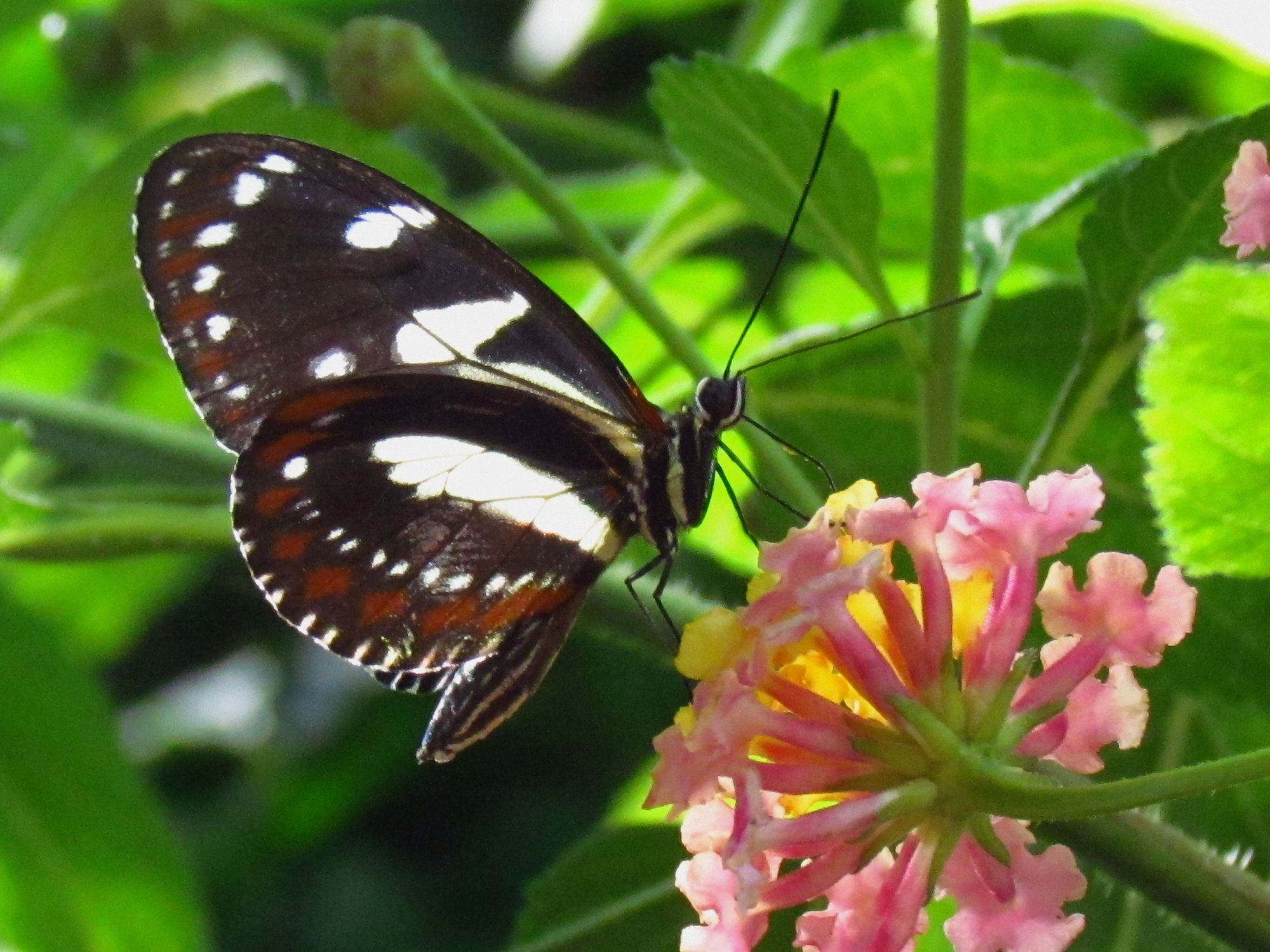
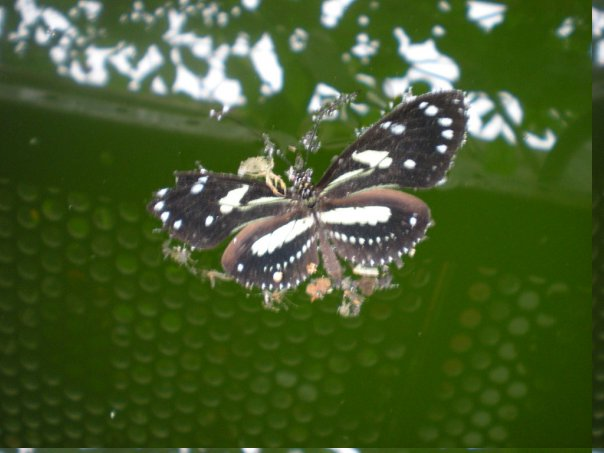